# Национален музей на Австралия
Националният музей на Австралия в столицата Канбера съхранява и интерпретира социалната история на Австралия, като изследва ключовите проблеми, хора и събития, които са оформили нацията. Той е официално създаден със Закона за Националния музей на Австралия от 1980 г.
Музеят няма постоянен дом до 11 март 2001 г., когато официално е открита специално построена сграда.
Музеят описва 50 000 години наследство на коренното население, заселване от 1788 г. насам и ключови събития, включително Федерацията и Олимпийските игри в Сидни през 2000 г. Музеят притежава най-голямата колекция в света от рисунки на аборигенска кора и каменни инструменти, сърцето на шампионския състезателен кон Фар Лап и прототипа на автомобила Holden №1.
Музеят също така разработва и организира пътуващи изложби на разнообразни теми. Пресата на Националния музей на Австралия публикува широка гама от книги, каталози и списания. Изследователският център на музея възприема интердисциплинарен подход към историята, така че музеят да бъде форум за идеи и дебат относно миналото, настоящето и бъдещето на Австралия.
Музеят се намира на полуостров Актън в предградието Актън, до Австралийския национален университет. Полуостровът на езерото Бърли Грифин по-рано е бил дом на Кралската болница в Канбера, която е разрушена при трагични обстоятелства на 13 юли 1997 г.